# Bernard Quilfen
Bernard Quilfen, né le 20 avril 1949 à Argenteuil Val-d'Oise et mort le 29 janvier 2022 à Saint-Amand-Montrond, est un coureur cycliste et directeur sportif d'équipes cyclistes françaises.

## Biographie
Bernard Quilfen devient coureur professionnel en 1976 et le reste jusqu'en 1981. Coéquipier de Bernard Hinault, il a participé à trois Tours de France (1977, 1978 et 1980). Il a remporté la 14e étape du Tour 1977 (étape Besançon - Thonon-les-Bains) après une échappée solitaire 222 km sur les 230 km du parcours.
En 1982, il est devenu directeur sportif adjoint de l'équipe Renault-Elf-Gitane, dirigée par Cyrille Guimard. Il est ensuite resté aux côtés de ce dernier dans les équipes Système U, Super U, Castorama puis Cofidis, jusqu'en 1995. Il poursuit ses activités de directeur sportif adjoint chez Cofidis, auprès d'Alain Bondue (1997-2004), puis d'Éric Boyer (2005-2011).

## Palmarès

### Palmarès amateur
- Amateur
  - 1965-1975 : 30 victoires
- 1970
  - Circuit de Boulogne
- 1974
  - 1re étape de Paris-Vierzon
  - 3e de Paris-Connerré
- 1975
  - Paris-Vailly
  - 2e étape du Tour de l'Essonne
  - 3e et 5e étapes du Tour de l'Yonne
  - 6e étape du Baby Giro
  - Ronde du Val d'Oise :
    - Classement général
    - Prologue

  - 2e du Tour de l'Essonne
  - 2e de la Route de France
  - 3e du Tour de l'Yonne
  - 3e de Paris-Vierzon
  - 3e de la Palme d'or Merlin-Plage

### Palmarès professionnel
- 1976
  - 2e du  Grand Prix de Nice
  - 3e du championnat de France de poursuite
- 1977
  - 14e étape du Tour de France Besançon-Thonon les bains

## Résultats sur les grands tours

### Tour de France
3 participations
- 1977 : hors délai (17e étape) à l'issue de l'étape de l'Alpe-d'Huez, vainqueur de la 14e étape
- 1978 : 58e (participant  à la victoire de Bernard Hinault)
- 1980 : éliminé (19e étape), en application de la règle d'élimination, à l'issue de certaines étapes, du dernier du classement général

### Tour d'Italie
1 participation
- 1980 : 67e (participant à la victoire de Bernard Hinault)

### Tour d'Espagne
1 participation
- 1978 : 46e (participant à la victoire de Bernard Hinault)